# سمير البرغوثي
سمير البرغوثي هو صحفيٌ أردني فلسطيني، وُلد في 15 نوفمبر 1950 في دير غسانة في رام الله، ولد في عهد المملكة الأردنية الهاشمية التي تضم الضفتين لنهر الأردن وفي عهد الملك عبد الله الأول.  

## النشأة والمراحل الدراسية
ولد سمير البرغوثي عام 1950 في قرية دير غسانة بالقرب من مدينة رام الله بفلسطين، تلقى تعليمه في المراحل الدراسية الابتدائية والإعدادية في مدرسة بني زيد الثانوية وتلقى تعليمه الثانوي في كلية رغدان الثانوية بالعاصمة الأردنية عمان، وتخرج من كلية الآداب في جامعة بيروت عام 1973 م ثم التحق معلما بالكويت، وعام 1974 التحق بجريدة الوطن الكويتية رئيساً لقسم المراجعة والتحق في نفس الوقت بمكتب وزير العدل ثم سكرتيرا عاما للشؤون الادارية ثم امين سر لمحافظة حولي.

## الحياة الإعلامية
واصل عمله الصحفي بالتوازي مع عمله الحكومي فتولى رئاسة قسم التحرير بجريدة الوطن الكويتية وسكرتارية التحرير حتى عام 1990.. وشهد الغزو العراقي ورفض العمل بجريدة النداء التي اصدرها العراق في الكويت اثناء فترة الاحتلال. وعاد إلى الأردن ليلتحق مدير تحرير في جريدة شيحان الأسبوعية وكاتب مقال اسبوعي، ، ثم انتقل إلى قطر ليعمل سكرتير تحرير في جريدة الوطن وعمل مدير مكتب جريدة الراي الكويتية ومراسل لمجلة الرجل اللندنية وأسس مجلات شهرية ومفصلية وعمل ميرا لها منها مجلة الخدمة المدنية ومجلة السوق المالي، ومجلة التنمية الادارية، وأصدرجريدة أيامنا اليومية وكانت تصدر مع الوطن وأسس مجلة اجيال ومشاريع قطر

## الحياة السياسية
تجاذبته الأحزاب السياسية، الشيوعية، والبعثية والاخوان، ولكنه اثر ان يبقى مستقلا، فقد كان وجود بشير الرغوثي رئيساً للحزب الشيوعي سببا لكن يقرا الحزب، وكذلك البعث والاخوان حيث كانت القرية التي احتضنته تعج بالأحزاب لكن والده الفلاح المثقف قال له كن مسلما تعبد ربك بلا شوائب تنجو فكان مستقلا معارضا، وكتب أكثر من 10 آلاف مقال في صحف كويتية وأردنية وقطرية ومهاجرة، عارض اتفاقية اوسلو، وعارض التنسيق الأمني مع إسرائيل وعارض اجتياح رابعة وعارض صفقة القرن وهاجم الطغاة الذين يكممون الأفواه وتبنى لغة الحوار والتفاوض 
المناصب
تقلد العديد من المناصب 
 في الكويت
```
شغل منصب امين سر محافظة حولي عامي. 1988- 1990
```

- سكرتير عام الشوون الادارية
- مدير مكتب وزير

في الأردن
- مدير تحرير صحيفة أسبوعية

في قطر
- خبير إعلامي بوزارة الخارجية
- نائب مدير تحرير صحيفة يومية
- مؤسس ومدير تحرير العديد من المجلات

## وصلات خارجية
مدرسة بني زيد
ثانوية رغدان
جامعة بيروت
رام الله
جريدة الوطن القطرية
وزارة الخارجية القطرية
http://www.al-watan.com/Writer/id/11519